# Press F to pay respects
«Press F to pay respects» або «Press  to pay respects» — інтернет-мем, який походить з відеогри Call of Duty: Advanced Warfare, шутера від першої особи 2014 року випуску з серії відеоігор Call of Duty від Activision.
Виник як набір інструкцій, які передаються під час ігрової події швидкого часу на похоронній службі. Ця фраза, яку часто висміювали критики та гравці через нав'язаний елемент інтерактивності, який не сприймався як виконаний зі смаком, згодом стала відомим інтернет-мемом. Іноді його використовують інтернет-коментатори, щоб висловити солідарність і співчуття, яке може бути саркастичним або неіронічним у відповідь на нещасні події.

## Походження
У шутері від першої особи Call of Duty: Advanced Warfare 2014 року «Press F to pay respects» (або «Press  to pay respects» для версій гри на Xbox), це підказка про дію, яка показується в події швидкого часу під час ігрового сегмента. Він наказує гравцеві натиснути вказану кнопку, щоб ініціювати дію персонажа гравця, військовослужбовця морської піхоти США Джексона «Джека» Мітчелла, який оплакує смерть свого товариша, рядового Вільяма «Вілла» Айронса, під час панахиди по останньому.

## Реакція
Після виходу Advanced Warfare у листопаді 2014 року багато критиків і гравців висміювали кат-сцену за її нав'язаний та незграбний елемент інтерактивності, який здавався недоречним на панахиді. Механіку часто критикували та висміювали за те, що вона виглядала скоріше як забаганка когось із розробників, була непотрібною, а також за те, що вона не допомагала створити траурний тон похорону, який мала передати гра. У 2014 році знаменитий ведучий власного вечірнього шоу Конан О'Браєн зробив огляд Advanced Warfare у рубриці «Clueless Gamer» і розкритикував більшість ігрового процесу Advanced Warfare, зокрема сцену «Press  to Pay Respects». З іншого боку, відомий журнал Paste описав процес трауру, який має форму короткочасної події, як неймовірно смішний, з потенціалом стати вірусним мемом.

## Поширення
З часом ця фраза відірвалася від свого джерела, іноді вживаючись у щирій та неіронічній формі. Через роки після виходу Advanced Warfare користувачі почали вводити літеру в однині у вікнах чату на таких вебсайтах, як Twitch, щоб висловити співчуття чи почуття скорботи, реагуючи на будь-яку сумну новину в Інтернеті, спонукаючи до цього за допомогою фрази «F в чаті».

## Спадщина
У ретроперспективі Морган Парк із PC Gamer назвав мем найбільшою спадщиною Call of Duty. Вітор Браз з Game Revolution описав це як один із найпопулярніших мемів відеоігор усіх часів. Кай Шинкл із Screen Rant описав це як «відеоігровий мем, який ніколи не старіє», і заявив, що серед геймерів часто трапляється, коли «F» з'являється щодо невдалих або сумних новин та обставин.